# Homosexualitatea în Japonia
În Japonia prima, și singura, mențiune cu conotații potențial negative în religia șintoistă privind relațiile sexuale între bărbați, este prezentată de către Okabe Tōhei (1794-1857) (岡部東平), inspirat la rândul său din „Cronicile Japoniei” (Nihon Shoki / 日本書紀) , referindu-se la un pasaj din perioada de domnie a Împărătesei Jingu (169-269) (神功皇后), în care sunt descrise trei zile cu noapte continuă, când aceasta urma să încercuiască armata Prințului Oshikuma (忍熊皇子). Întrebat despre această situație neobișnuită, un bătrân a presupus că este vorba despre fenomenul „noapte eternă” (阿豆那比の罪 atsunahi no tsumi („calamitatea de a nu exista soare” sau „păcatul atsunahi”). Bătrânul îi menționează mai departe pe doi călugări, Shino și Amano, care fuseseră prieteni apropriați (orig. うるわしき友 / prieteni frumoși). La un moment dat, Shino s-a îmbolnăvit și a murit. Călugărul Amano a plâns și în gemete a spus: „Am fost prieteni încă de la naștere. De ce la moarte să nu împărțim aceeași groapă?” Așa că s-a așezat lângă cadavru și s-a sinucis, ca să fie îngropați împreună. Când s-a dezgropat mormântul, erau într-adevăr amândoi acolo. Ulterior au fost puși în sicrie separate. După această schimbare, a fost din nou lumină pe Pământ. 
Deși concis, „păcatul atsunahi”nu lămurește ceva specific la care se referă (modul neconvențional de a îngropa pe cineva sau faptul că unul din ei s-a sinucis, ambele purtând același risc să aducă mânia zeilor din perioada respectivă.) Okabe Tōhei mai menționează că din moment ce relațiile între bărbați erau obișnuite în mai multe părți la vremea respectivă, se poate deduce că trebuia să fie mereu o noapte eternă.  Mai mult, nu exista la vremea respectivă noțiunea de „relații între bărbați” în lista de „păcate pământești” sau „păcate împotriva societății”, incluse în rugăciunea norito (祝詞) recitată de două ori pe an de către călugări.
Okabe interpretează această „tăcere” nu neapărat ca un semn de indiferență teologică sau științifică față de situație, ci ca dovadă că astfel de relații constituiau fapte imorale necunoscute în Japonia antică și care au fost importate mai târziu de la „continentul corupt” (China).
Trebuie notat însă faptul că încă din timpuri îndepărtate, religia Shintō a avut o atitudine extrem de pozitivă față de sexualitate, în special în ceea ce privește fenomenul nașterii, procrearea și continuitatea vieții. De asemenea, religia Shintō nu pare să fie în mod special preocupată de relațiile sexuale dintre bărbați, în principal pentru că acesta subliniază noțiunea de „necurăție”, mai degrabă decât cea de „păcat”. În timp ce relațiile dintre bărbați și femei erau, și sunt, considerate în mod particular necurate și necesitau ca cei care le întrețineau să treacă prin lungi practici de purificare înainte de a intra în prezența divină, canoanele și directivele religiei Shintō nu par să condamne atât de aspru relațiile sexuale dintre bărbați.
În mitologia japoneză, zeii Izanagi (伊邪那岐 „Cel ce invită”) și Izanami (伊邪那美 „Cea care invită”) ajung pe Pământ și se simt atrași unul de celălalt. Adresându-se partenerului său, Izanagi îi sugerează să folosească partea din corp care o consideră „superfluă” pentru a umple partea din corpul ei care crede că este „incompletă”. Din încercările celor doi, dau naștere a mii de zeități care formează insulele și poporul japonez. Această narativă, denumită „Cale” o putem presupune că este referință la procreare, însă nu a fost singura interpretare. 
Primul exemplu este proliferarea, în perioada Tokugawa (1603-1868), a unei anumite terminologii pentru a denumi relațiile dintre bărbați - o terminologie bazată pe ideograma sino-japoneză pentru "Cale" (michi sau dō 道), cum ar fi wakashudō (若衆道, sau doar shudō 衆道 „calea tinerilor”). Termenul folosit în tradiția japoneză a relațiilor homosexuale prevalente în societatea samurailor din perioada medievală până spre sfârșitul secolului XIX. Cuvântul este o abreviere a wakashudō (若衆道), „calea tinerilor bărbați” sau mai precis, „tineri (若 waka) bărbați (衆 shū)".  "dō" (道) fiind înrudit cu cuvântul chinezesc „tao”, și este considerat a reprezenta o disciplină structurată și un corpus de cunoștințe dar și ca o cale de trezire spirituală. Alte denumiri folosite au fost „nandō” (男道 „calea bărbaților”), 美道 (bidō „calea frumuseții”), 秘道 (hidō „calea secretă”) și, poate expresia cea mai des întâlnită pentru a face referire la aceasta practică, danshoku (sau nanshoku 男色 „erotism masculin”).
Al doilea exemplu este reinterpretarea surselor mitologice cu scopul de a oferi o justificare teologică a relațiilor dintre bărbați. De exemplu, Ihara Saikaku (井原 西鶴 1642-1693), în prefața lucrării sale din 1687 „Nanshoku Ōkagami” (男色大鑑 „Marea oglindă a erotismului masculin”), vorbește despre cum în Nihongi, în timpul Vechiului Regat al Zeilor (kamiyo 神代), iubirea pentru băieți tineri a precedat apariția zeilor și a zeițelor, astfel afirmând precedența cronologică și teologică a iubirii pentru băieți față de iubirea pentru femei.

##### Perioada Nara și Heian (710 - 1185)
În perioadele Nara și Heian, credința budistă începea sa se răspândească mai mult. 
La vremea respectivă, budismul, în general prezenta două moduri de a trăi adecvate pentru credincioșii săi: viața monahală (în care credincioșii adoptau celibatul) și viața laică în care credincioșii respectau cele cinci prevederi, dintre care a treia se opunea comportamentului sexual greșit însă fără mențiuni în texte care exemplifică practici "bune" sau "rele". Deși budismul pare sa fie destul de indiferent față de noțiunea procreări,considerată un mod prin care oamenii sunt prinși în ciclul de moarte și renaștere (sau samsara), forma budismului numită Māhāyana ce a ajuns în Japonia a iscat dezbateri pe tema puterea / energia care rezultă din uniunea sexuală și etala o imagine puternica a actului sexual ca un instrument de interpretare a textului religios. De exemplu, Ninkan (仁寛 1057–1123), un călugăr al Scolii Shingon (budismul esoteric) fondata de Kūkai (空海 774–835), iniția o formă de tantrism numită Tachikawa ryū, care susținea ca cele mai înalte realizări spirituale (trezire spirituală) se obține prin intermediul actului sexual.

Cu toate acestea, acest ideal tantric, rezultat din reflecția asupra puterii ascetice și mistice a întâlnirii carnale între un bărbat și o femeie, a fost mai puțin influent în Japonia; spre deosebire de budismul tibetan. Din contră, practica erotică  shudō 衆道 era deja cunoscută în instituțiile budiste, unde relațiile sexuale între bărbați au fost considerate un "rău mai mic" în comparație cu relațiile dintre bărbați și femei. După cum notează Pnugfelder in cartea sa. 
din perspectiva filosofiei budiste, nanshoku 男色  și joshoku au constituit forme asemănătoare de ispită lumească, ambele care ar putea distrage bărbații de la calea iluminării. Totuși, deși avertismente specifice împotriva comportamentului sexual între bărbați (cât și între femei) apar ocazional în scripturile budiste, accentul mai mare se pune în mod clar pe pericolele implicate în relațiile sexuale dintre bărbați și femei, în special în cazul clerului, pentru care cele mai multe secte impun un jurământ de castitate.
Cea mai influentă și populară sectă budistă la vremea respectivă era secta Tendai (天台宗, Tendai-shū). În acest timp se presupune de asemeni că erotismul masculin era și mai răspândit în temple. În perioada Nara, era  sistem de ierarhizare al tinerilor băieți care urmau să ajungă la templu pentru a deveni monahi, în funcție de statusul social al acestora. Vârstele erau cuprinse între 12 și 18 ani, și erau cunoscuți drept chigo (稚児)  (trad.(context) băiat tânăr care întreține relații homosexuale). Aceștia nu erau obligați să-și radă capul, și își purtau părul până la umăr, aranjat modern. Fețele acestora erau decorate cu pudră albă și erau îmbrăcați în robe (水干/ suikan) din mătase, subțiri și viu colorate.
Deși nu există înscrisuri specifice care adresează conceptul de danshoku din perioada Nara, se pot regăsi câteva indicii în colecția de poezii japoneze Man'yōshū (万葉集, "Colecția a Zece Mii de Frunze" (759 AD) ce conține poezii de dragoste adresate bărbaților din familia Otomo.
Specific sectei Tendai (天台宗) , mai târziu, în secolul XV-a a fost ritualizată și relația călugăr/chigo sub denumirea  “Consacrarea acoliților” (chigo kanjō), caracterizat drept o inițiere sexuală între călugăr și acolit, un rit de trecere menit să transforme acoliții în cele trei manifestări ale divinități: Bodhisattva Kannon (persoană care a renunțat la obținerea iluminării personale pentru a ajuta oamenii să atingă iluminarea), Buddha cosmic Mahāvairocana (大日如来 / Dainichi Nyorai) și zeul Tendai, Sannō Shintō (神道). Ritualul instituționaliza ulterior astfel o formă ideală a sexualității în mănăstiri prin deificarea simbolică și promovarea acoliților tineri la statut de Buddha și Bodhisattvas, dar și ca hipostaze încarnate ale zeilor Shinto (kami 神) din pantheonul budist medieval.
Parcurgând ritualul, Chigo (稚児) devenea astfel întruchiparea celui mai apreciat Bodhisattva din lumea est-asiatica; Buddha cosmic, ce cuprinde întregul univers; și cea mai puternică și respectată kami ( 神 / puterile divine venerate în religia Shinto) în Buddhismul Tendai. Era considerat a fi de același rang cu Bodhisattva Kannon și prin urmare considerat sfânt.
Astfel de relații au dat naștere mult mai târziu de genuri literare specifice sub denumirea chigo monogatari (稚児物語 “povestiri despre acoliți”) 

##### Perioada Heian târzie / Perioada Kamakura (1192 - 1333)
Spre finalul perioadei Heian, popularitatea erotismului masculin se răspundea în curțile împăraților. Exemple de relații sexuale cu bărbați sunt consemnate în jurnalul Taiki al lui Fujiwara no Yorinaga (藤原 頼長,1120 – 1156) cu multi aristrocrați printre care și Fujiwara no Narichika (藤原 成親) (1138–1178)
Relațiile sub forma maestru/servitor dintre Minamoto no Yoshitsune (源 義経, n. 1159 – d. June 15, 1189)  și Saitō Musashibō Benkei (西塔武蔵坊弁慶, 1155–1189), precum și frații Satō Tsugunobu (佐藤 継信, 1158–1185)  / Satō Tadanobu (佐藤 忠信) sunt prezente frânturi de relații de același sex.
Kitabatake Chikafusa (北畠 親房), în perioada Kamakura tarzie  pana în perioada Nanboku-chō (南北朝時代  1336 -  1392) nota prevalența relațiilor sexuale intre bărbați în cartea Jinnō Shōtōki (神皇正統記, "Chronicles of the Authentic Lineages of the Divine Emperors" - Cronicile descendenților autentici ale împăraților divini). În același timp, în secolul XIV a fost publicata lucrarea Chigo Kannon Engi 稚児観音縁起 ce descrie relația dintre călugăr și chigo. Chigo Kannon Engi descrie originea Kannon cu 11 fețe îngropat într-un sub-templu al Kōfuku-ji (興福寺, Kōfuku-ji) aflat  regiunea Nara. O alta parte a povestii este afirmația credibilității acestei zeități, la care protagonistul dubita puțin. Cel mai interesant, însă, este faptul ca povestea arata o zeitate budista care putea facilita o aventura amoroasa pentru un călugăr singur.
În acest caz, flexibilitatea (sau relaxarea) budismului cu privire la acest tip de relații sexuale se bazează pe doctrina mijloacelor expeditive (hōben 方便), potrivit căreia acțiunile individului nu sunt niciodată judecate în sine, ci întotdeauna în raport cu motivația și rezultatul lor. În acest sens, chiar și atracția sexuală (care în budismul timpuriu este considerată o formă de impuritate) poate fi utilizată ca mijloc de a comunica un adevăr budist mai profund (Dharma).

##### Perioada Muromachi - 室町時代 1336 - 1573: Erotismul masculin al samurailor
La sfârșitul perioadei Heian, societatea samurailor incepe să se formeze, dar în perioada medievala Muromachi, erotismul masculin printre samurai a devenit răspândită fiind suprapusă cu valoarile relației stăpân-servitor. Aceasta relație a fost mai târziu numită shudō 衆道.
Al treilea shogun, Ashikaga Yoshimitsu (足利 義満 25 septembrie 1358 - 31 mai 1408), a avut relații cu actorul de teatrul Nō, Zeami Motokiyo (世阿弥 元清 c. 1363 - c. 1443) de când era copil. Relația dintre aceștia doi se presupune ca a purtat o mare influenta asupra dezvoltării artelor spectacolului. Al șaselea shogun, Ashikaga Yoshinori (足利 義教 12 iulie 1394 - 12 iulie 1441), l-a iubit pe samuraiul Sadamura AKAMATSU 赤松貞村 extinzându-și teritoriul sau. Mai târziu, Yoshinori a fost asasinat, în parte din pricina faptului că, capul familiei, Mitsusuke AKAMATSU era nemulțumit de aceasta. Al optulea shogun, Yoshimasa ASHIKAGA 足利義政, i-a avut pe Mochiie Arima 有馬 持家 și Suketo Karasuma 烏丸資任 alături de el. Samuraii la vremea respectivă obișnuiau sa practice danshoku (relații homosexuale) ca o modalitate subtilă de eleganță.
Nō si Kyōgen (狂言, "cuvinte nebune" , "vorbăraie") ce reprezintă o ramură a teatrului comic din această perioadă care a incorporat mai multe persoane de sex masculin. Mai mult, au fost create multe povești pentru copii, cum ar fi "Genmu Monogatari", "Saga Monogatari" si "Toribeyama Monogatari", majoritatea pieselor fiind despre nobilii curții și templele budiste. Preferința pentru astfel de piese se presupune a fi fost din pricina faptului ca iscusința de a crea povești a fost monopolizată de nobilii curții, asta nu înseamna că erotismul masculin între samurai nu era etalat.

##### PerioadaSengoku(戦国時代 (1467 - 1590)
În lucrarea Goso Manpitsu (梧窓漫筆) se menționează că în perioada respectivă erotismul masculin era răspândit și mulți războinici fuseseră în trecut chigo. .Se bănuiește că la vremea respectivă au avut loc relații intime între lorzi feudali și paji acestora precum Oda Nobunaga (織田信長) (1534) si Murai Nagayori (森成利) , Maeda Toshiie (前田 利家) , Shingen Takeda (1152) , Kagekatsu Uesugi (1556) ,Naganori Seino, Masamune Date (1567), Shigetsuna Katakura (片倉重長), Tadano Sakujuro, Toyotomi Hidetsugu (豊臣秀次) (1568) și Mansaku Fuwa (不破万作). Bushidō (武士道) (etica, normele morale și standardele de valoare ale clasei samurai) și Danshoku (erotism masculin) nu se aflau în conflict, fiind precizat in Hagakure Kikigaki (葉隠聞書, publicată la mijlocul perioadei Edo, ce detaliază bushidō , fiind dedicat și un capitol pentru Danshoku - relatii homosexuale (男色).
Misionarul Francis Xavier sosit în Japonia în anul 1549, a lăudat japonezii dar le-a remarcat că relațiile sexuale între bărbați sunt o crimă de neiertat și lamenta asupra realizării, fiind surprins de cât de răspândite sunt. După ce Xavier l-a acuzat pe lordul feudal Ōuchi Yoshitaka (大内 義隆)  de practici similare acestuia nu i s-a mai permis prozelitismul său. 
În anul 1579 misionarul Alessandro Valignano sosit pentru prima oară în Japonia remarca că japonezii nu aveau rețineri în privința practicilor sexuale în special cele intre bărbați, remarcând "Ei nu se gândesc că este un lucru serios, astfel încât tinerii și cei cu care au relații sunt mândri, vocali și deschiși în privința relațiilor lor, vorbesc despre ele deschis și nu încearcă sa ascundă asta în vreun fel".  François Caron , sosit mai târziu în anul 1619,  notează: "Printre nobilime, sunt și cei care sunt la fel de murdari ca și călugării lor". 

##### Perioada Edo timpurie: Definitivarea Shudo și inflorirea culturii Danshoku
În această perioadă, relația între samurai a fost integrată împreună cu codul de maniere al războinicilor ce purta denumirea de shudō. Practica în sine era deja prezentă în perioada Kamakura, înflorind în popularitate în perioada Muromachi, aceasta a fost referită ca shudō începând cu perioada Edo. Shudō a fost practicat în 7 din cele 15 shogunate  fiind documentate în special relațiile celui de al treilea shogun Tokugawa Iemitsu  (徳川家光) și al cincilea Tokugawa Tsunayoshi (徳川綱吉). Iemitsu având o afinitate particulară pentru băieți tineri și a fost adeseori certat de către doica lui pentru ca nu dorea să abordeze femei. Tsunayoshi a avut preferințe similare pentru băieți tineri precum și fii soldaților feudali pentru care a construit o cameră privată denumită Kiri-no-Ma (桐之間) în interiorul castelului Edo. Tinerii erau cunoscuți drept Kiri-no-Ma O-ban iar în anul 1691 doar cei mai atrăgători dintre aceștia erau mutați în palatul Kiri Goten. (桐御殿). Mai este cunoscut și faptul că Yoshiho Yanagisawa, care a avut o funcție cheie sub Tsunayoshi a fost unul din preferații lui Tsunayoshi în tinerețea sa.
La începutul erei Edo, o formă de cultură specific orientată către bărbați era reprezentată prin stilul de teatru kabuki.  "Onnagata (女形/女方" (interpretarea rolurilor feminine de către bărbați) a devenit populară printre oamenii de rând și un număr mare de băieți (baishoku shudō) 売色衆道 începeau să practice prostituție iar casele de ceai care îi găzduiau creșteau astfel în popularitate în orașe precum Osaka, Kyoto și Edo. În tot acest timp relațiile homosexuale erau comune în rândul călugărilor, nobililor, samurai dar și în rândul oamenilor de rând iar practica de prostituție masculină era la fel comună. Relațiile sexuale între bărbați nu erau astfel privite ca un fel de act pervers sau problematic din punct de vedere etic comparativ cu relațiile sexuale cu femei.

##### Mijlocul perioadei Edo spre final.
Spre mijlocul perioadei Edo, practica a început sa fie văzută ca o problema pentru că deranja moravurile publice întrucât relațiile cu bărbați erau puse mai presus de loialitatea fata de împărat și incidente de atac erau frecvente. Ikeda Mitsumasa (池田 光政) (1609-1682), lordul feudal al domeniului Himeji a interzis explicit relațiile între bărbați, expulzând vasalii de pe teritoriul său dacă încălcau decizia sa. În anul 1775, Harunori UESUGI din clanul Yonezawa a ordonat descinderi la locații care facilitau relații între bărbați. Edo bakufu a schimbat minuțios manierele și obiceiurile prin reformele Kyoho, reformele Kensei și reformele Tempo. Dupa câteva descinderi, în anul 1842 cererea  Yinma Chaya a fost interzisă. Spre finalul shogunatului Tokugawa a încetat treptat să mai fie ținută în  spațiu public.